# Strada Pia
Pour plus de détails, voir Fiche technique et Distribution.
Strada Pia est un long métrage en couleur de 1983, écrit et dirigé par Georg Brintrup, réalisateur allemand. Coproduit par la Westdeutsche Rundfunk (WDR) (Cologne, All.) et la Brintrup-Produktion (Rome, It.), le film refait les parcours suivis par la littérature et par l’architecture pendant les derniers quatre siècles, des diverses parties de la rue historique, la Via Pia. Les tronçons actuels de cette rue s’appellent « Via del Quirinale », puis « Via XX Settembre » et, finalement, « Via Nomentana ».

C'est un film "infini", nous dit l’auteur, dans la construction duquel participe le public. De Torquato Tasso à Pier-Paolo Pasolini, 12 scènes sont établies. Le spectateur est invité à voir, saisir et sentir les liens entre littérature et architecture, le déclin ou l'ascension. Ce film a été le premier en Italie tourné en 16 mm avec son direct en stereo. 

## Synopsis
Le film part du centre de Rome et suit la rue telle qu’elle se présentait au moment du tournage, en 1983. Elle continue jusqu’à la périphérie, loin des portes et des murailles de la ville. Le film, pendant le parcours, est divisé en «douze épisodes», chacun ayant comme base un texte tiré d’une œuvre importante de la littérature italienne écrite à un moment à l’intérieur des derniers quatre siècles. Chaque extrait littéraire est mis en rapport avec un site architectural afin de mettre en relief, par une confrontation audiovisuelle directe, le progrès de la littérature et le déclin de l’architecture.  Prises de vue des villas, palais, églises, édifices de l'« époque umbertine » et des demeures populaires scandent le rythme narratif et chacun se raccorde avec les morceaux précédent et suivant. Début : 

1. Un extrait de "La Jérusalem délivrée ", est récité par son auteur, Torquato Tasso, tout au long de la rampe d’accès au "Casino dell'Aurora" Pallavicini - Palazzo del Quirinale.
2. Dans le jardin de l’Aurore (baroque), Giovan Battista Marino déclame ses vers devant une fontaine décorée de grotesques. - Église Saint-André du Quirinal.
3. Scène théâtrale improvisée sur un thème musical (Balli di Sfessania) - Église Saint-Charles-aux-Quatre-Fontaines.
4. Des acteurs interprètent une scène tirée du livret de l’opéra " Didone abbandonata " de Pietro Metastasio, devant l'imitation du XVIIIe siècle d’un « petit temple grec » en style ionien (classicisme) - Église Santa Susanna alle Terme di Diocleziano, Temple d'Esculape.
5. Dans l’encadrement néoclassique de Villa Albani, Vittorio Alfieri lit des extraits tirés de "Del principe e delle lettere" . - Villa Albani.
6. Giacomo Leopardi déclame "All'Italia" (Canti) devant le portique dorique du Casino Nobile, une construction néoclassique  dans le  parc de Villa Torlonia. - Villa Torlonia.
7. Giuseppe Mazzini, avec "I doveri dell'uomo" trouve son encadrement devant la curieuse architecture scénographique de la Casina delle Civette, toujours dans le parc de Villa Torlonia. - Casina delle Civette.
8. Giosuè Carducci nous fait écouter son "Canto dell'amore", au milieu de l’imitation romantique du XIXe siècle d’une architecture antique en ruines. - Imitation du Temple d'Antonin et Faustine.
9. Gabriele D'Annunzio récite ses poésies dans un cadre d’architecture « post-umbertino » (néo-baroque). - Quartier Coppedè .
10. Luigi Pirandello fait représenter une scène du drame "Henri IV (Pirandello)", dans une usine abandonnée. - Architecture fasciste du viale XXI Aprile, qui relie via Nomentana à piazza Bologna.
11. Avec un texte tiré du roman "Conversation en Sicile", de Elio Vittorini, deux acteurs jouent dans la Catacomba di Sant'Agnese.
12. Pier Paolo Pasolini, en dernier, conclut en récitant des vers tirés de "La religione del mio tempo", dans un parc de déchets dans les environs de Via Nomentana. Construction en béton armé (années 1970).

## Fiche technique
- Titre original : Strada Pia
- Réalisation : Georg Brintrup
- Scénario : Georg Brintrup
- Image : Ali Reza Movahed, Emilio Bestetti
- Script et montage : Carlo Carlotto
- Son : Jeti Grigioni
- Mixage audio : Fausto Ancillai
- Costumes : Silvana Fusacchia, Piero Tosi
- Musique : György Ligeti, Carlo Gesualdo, Michael Haydn, Claudio Monteverdi, Domenico Scarlatti, Muzio Clementi, Giuseppe Verdi, Trio Lescano, Gian-Francesco Malipiero
- Danse : Pupi e Fresedde (groupe folklorique de Angelo Savelli)
- Producteurs : Georg Brintrup, Ubaldo Leli
- Sociétés de production : Brintrup Filmproduktion, Westdeutscher Rundfunk (WDR),
- Pays d'origine :  Italie  Allemagne de l'Ouest
- Dates de tournage : mai 1983
- Durée : 90 min, métrage  1 005 m
- Format : couleur - 16 mm - Stereo
- Genre : essai cinématographique
- Dates de sortie : Allemagne de l'Ouest, 14 août 1983

## Distribution
- Laura Betti : la diva du cinéma
- Renato Scarpa : Giambattista Marino
- Olimpia Carlisi : Didone
- Remo Girone (en) : Pier Paolo Pasolini
- Michele Mancini : Giacomo Leopardi
- Bruno Mantura : Giuseppe Mazzini
- Stefano Oppedisano : Vittorio Alfieri
- Stefano Rulli : Giosuè Carducci
- Antonio Piovanelli : Enrico IV
- Luigi Antonuccio : Silvestro
- Mario Scaletta : Liborio
- Cesare Biarese : Torquato Tasso
- Flavio Albanese : Gabriele D'Annunzio
- Enzo Aronica : Énée
- Carla Scortichini : confidente de Didone
- Massimo Franceschi : le réalisateur
- Nestor Saied, Iannis Minuto, Mauro Russo, Enrico Gaspari

## Titre du film
Le titre du film : « Strada Pia » correspond au nom qui a été attribué à la rue, nommée ainsi en 1565, quand le Pape Pie IV l’a fait élargir et avait commandé à Michel Ange la construction d’une porte en suivant les contours de la muraille de Rome (la Porta Pia).

## Autour du film
Documentaire et, en même temps, film joué à propos d'une rue de Rome dont les différents tronçons s'appellent aujourd'hui “rue du Quirinal” puis “rue du XX septembre” et ensuite “rue Nomentana”. Au moment où le film a été tourné (à Rome, donc), le genre «essai cinématographique» était peu connu en Italie. L’idée directrice se fonde sur des extraits d’un texte de Victor Hugo, dans le chapitre 2 du livre V de " Notre-Dame de Paris", qui parle d’architecture et d’imprimerie :

« [. . .] Le livre imprimé tuera l’édifice. [. . .] L'architecture commença comme toute écriture. Elle fut d'abord alphabet. On plantait une pierre debout, et c'était une lettre, et chaque lettre était un hiéroglyphe, et sur chaque hiéroglyphe reposait un groupe d'idées comme le chapiteau sur la colonne. [. . .] L'architecture avait été, jusqu’au XVe siècle, l’enregistrement (de la mémoire) de l’humanité [. . .]. Dans toute cette période, il n'est pas apparu dans le monde une pensée, fut-elle un peu compliquée, qui ne se soit faite édifice, toute idée populaire comme toute loi religieuse a eu ses monuments; le genre humain enfin n'a rien pensé d'important qu'il ne l'ait écrit en pierre. Et pourquoi? C'est que toute pensée, soit religieuse, soit philosophique, est intéressée à se perpétuer, c'est que l'idée qui a remué une génération veut en remuer d'autres, et laisser trace. Or, quelle immortalité précaire que celle du manuscrit! Qu'un édifice est un livre bien autrement solide, durable, et résistant! Pour détruire la parole écrite il suffit d'une torche et d'un turc. Pour démolir la parole construite, il faut une révolution sociale, une révolution terrestre. Les barbares ont passé sur le Colisée, le déluge peut-être sur les Pyramides.  Au quinzième siècle tout change.  La pensée humaine découvre un moyen de se perpétuer, non seulement plus durable et plus résistant que l'architecture, mais encore plus simple et plus facile. L'architecture est détrônée. Aux lettres de pierre d'Orphée vont succéder les lettres de plomb de Gutenberg. Le livre va tuer l'édifice [. . .]  »

### Appréciation
« Dans le film, le rythme est dirigé vers l'expression littéraire, vers les structures architecturales. Il est la parole du poète, la forme de l'architecte, celles qui insufflent la vie au film (...). Le spectateur participe à la naissance du film et c'est bien pour cette raison que son auteur l'appelle un film "infini". Le spectateur est invité à établir les liens entre littérature, musique et architecture et les bruits de la circulation romaine. Un expériment réussi qui présente l'histoire d'UNE RUE A ROME". »

— Giancarlo Riccio, "Il Tempo" du 28 octobre 1983 (original en italien).

### Première(s)
En Italie, la Première de la version originale du film a eu lieu en juillet 1983 à l’Institut Goethe de Rome. 

La première transmission en télévision a eu lieu le 14 août 1983 à travers le canal allemand de la WDR. Sur ce même canal, une version de 60 minutes a été transmise le 4 août 1988.